# Something Happens
Something Happens is een Ierse rockgroep.

## Carrière
In 1988 namen zanger Tom Dunne, samen met Ray Harman, Alan Byrne en Eamonn Ryan hun eerste single op. In 1989 speelden ze het voorprogramma van de Simple Minds in Dublin. In oktober 1990 brachten ze hun bekendste single uit: Parachute. 
In Nederland was de plaat op zondag 28 oktober 1990 de 349e Speciale Aanbieding bij de KRO op Radio 3 en werd een radiohit in de destijds twee landelijke hitlijsten op de nationale publieke popzender. De plaat bereikte de 23e positie in de Nederlandse Top 40 en stond in totaal drie weken genoteerd. In de Nationale Top 100 werd de 21e positie bereikt en stond de plaat negen weken in deze publieke hitlijst genoteerd. 
In België bereikte de plaat de 32e positie in de voorloper van de Vlaamse Ultratop 50 en de 24e positie in de Vlaamse Radio 2 Top 30. In Wallonië werd géén notering behaald.
In 1997 stopte de groep met optreden. In 2009 maakten ze een comeback.

## Hitnoteringen
| Single met hitnotering(en) in de Vlaamse Ultratop 50 | Datum van verschijnen | Datum van binnenkomst | Hoogste positie | Aantal weken | Opmerkingen              |
| ---------------------------------------------------- | --------------------- | --------------------- | --------------- | ------------ | ------------------------ |
| Parachute                                            | 1990                  | 27-10-1990            | 32              | 8            | #24 in de Radio 2 Top 30 |

| Single met eventuele hitnotering(en) in de Nederlandse Top 40 | Datum van verschijnen | Datum van binnenkomst | Hoogste positie | Aantal weken | Opmerkingen                                                   |
| ------------------------------------------------------------- | --------------------- | --------------------- | --------------- | ------------ | ------------------------------------------------------------- |
| Parachute                                                     | 1990                  | 08-12-1990            | 23              | 9            | #21 in de Nationale Top 100 / Speciale Aanbieding KRO Radio 3 |